# Apocephalus clavicauda
Apocephalus clavicauda är en tvåvingeart som beskrevs av Brown 1997. Apocephalus clavicauda ingår i släktet Apocephalus och familjen puckelflugor. Inga underarter finns listade i Catalogue of Life.